# Catanzaro Calcio 2011 2016-2017
Questa voce raccoglie le informazioni riguardanti il Catanzaro Calcio 2011 nelle competizioni ufficiali della stagione 2016-2017.

## Stagione
La stagione 2016-2017 è per il Catanzaro la 14ª partecipazione alla terza serie del Campionato italiano di calcio.
La squadra ha effettuato la prima parte del ritiro precampionato nel comune di Chiaravalle Centrale, in provincia di Catanzaro, dal 20 luglio al 2 agosto 2016, mentre fino al 13 agosto i giallorossi si sono allenati presso il comune di Cotronei, in provincia di Crotone. L'esordio stagionale è stato il 7 agosto 2016, in occasione della prima giornata del Gruppo F della Coppa Italia Lega Pro, persa per 2 a 0 contro il Monopoli, mentre l'esordio in campionato è stato il successivo 28 agosto, nel derby perso contro il Cosenza per 3 a 0.
La stagione del Catanzaro è caratterizzata dai continui cambi di allenatore: solo nel mese di agosto si alternano i mister Alessandro Erra e Giulio Spader, poi, dal 1º settembre è la volta di Mario Somma, che verrà esonerato il successivo 20 ottobre dopo una serie di risultati deludenti. Al suo posto arriva il tecnico Nunzio Zavettieri, ma, dopo che la squadra continua ad avere risultati altalenanti, il 12 febbraio 2017 sarà anch'esso esonerato, così la società decide di riaffidare la squadra a Alessandro Erra.
In campionato, la squadra termina in 18ª posizione, in zona play-out, dove affronta in doppia sfida la Vibonese, in programma il 21 e 28 maggio 2017. Il Catanzaro vince per 3 a 2 al Ceravolo, e pareggiando per 1 a 1 al Luigi Razza di Vibo Valentia, rimanendo così in Lega Pro e condannando la Vibonese alla Serie D.
Nella Coppa Italia Lega Pro il Catanzaro parte dal Girone F insieme al Monopoli e il Virtus Francavilla. Il girone termina con le squadre a pari punti, in virtù di una vittoria a testa, ma, per la differenza reti, a passare al turno successivo è il Virtus Francavilla, fermando così la corsa in coppa di Monopoli e Catanzaro.

## Organigramma societario
Organigramma societario tratto dal sito ufficiale.
Area direttiva
- Presidente: Giuseppe Cosentino
- Vicepresidente: Ambra e Gessica Cosentino
- Amministratore delegato: Marco Pecora
- Consulente legale delegato ai rapporti con Federcalcio e Lega: Sabrina Rondinelli
- Segretario generale: Nazario Sauro
- Direttore Sportivo: Antonello Preiti

Area sanitaria
- Responsabile sanitario e Medico Sociale: Dr. Massimo Iera
- Fisioterapisti: Saverio Arena, Andrea Cutrupi, Cesare Romagnino

Marketing e ufficio stampa
- Responsabile marketing: Emilio Miriello
- Responsabile Ufficio stampa: Antonio Capria

Area tecnica
- Allenatore: Alessandro Erra
- Allenatore in seconda: Ciro Ferrara
(dal 1º settembre al 4 novembre 2016[7])
Giulio Spader
(dall'11 novembre 2016)[9]
- Team Manager: Egidio Silipo[21]
(fino al 22 agosto 2016)[22]
Antonino Scimone
(dall'11 novembre 2016[9])
- Preparatore atletico: Clemente Truda
(dal 7 settembre[23] al 4 novembre 2016[7])
Giuseppe Talotta
(dall'11 novembre 2016[9])
- Preparatore portieri: Paolo Foti
- Check Training: Umberto Nocera
- Responsabile Area Tecnica: Carmelo Moro

## Divise e sponsor
Lo sponsor tecnico per la stagione 2016-2017 è Ready, mentre lo sponsor ufficiale è Gicos.
| Casa | Trasferta | Portiere |

## Rosa
Aggiornata al 22 agosto 2016.
| N. |                    | Ruolo | Calciatore        |
| -- | ------------------ | ----- | ----------------- |
| 1  | Italia (bandiera)  | P     | Matteo Grandi     |
| 1  | Italia (bandiera)  | P     | Tomas Švedkauskas |
| 2  | Italia (bandiera)  | D     | Danilo Pasqualoni |
| 3  | Brasile (bandiera) | D     | João Favaro       |
| 3  | Italia (bandiera)  | D     | Matteo Zanini     |
| 4  | Italia (bandiera)  | C     | Simone Icardi     |
| 5  | Italia (bandiera)  | C     | Imperio Carcione  |
| 6  | Italia (bandiera)  | D     | Matteo Patti      |
| 7  | Italia (bandiera)  | A     | Evangelista Cunzi |
| 9  | Italia (bandiera)  | A     | Guido Gomez       |
| 10 | Italia (bandiera)  | A     | Giuseppe Giovinco |
| 11 | Italia (bandiera)  | A     | Salvatore Moccia  |
| 11 | Italia (bandiera)  | A     | Marcello Mancosu  |
| 12 | Italia (bandiera)  | P     | Daniel Leone      |
| 13 | Italia (bandiera)  | D     | Roberto Sabato    |

| N.  |                    | Ruolo | Calciatore              |
| --- | ------------------ | ----- | ----------------------- |
| 14  | Italia (bandiera)  | A     | Manuel Sarao            |
| 15  | Italia (bandiera)  | D     | Giuseppe Prestia        |
| 17  | Italia (bandiera)  | A     | Antonio Frustaci        |
| 18  | Italia (bandiera)  | C     | Nicholas Bensaja        |
| 19  | Serbia (bandiera)  | A     | Milan Basrak            |
| 20  | Italia (bandiera)  | C     | Mattia Maita            |
| 21  | Italia (bandiera)  | D     | Vito Di Bari (capitano) |
| 21  | Italia (bandiera)  | D     | Alex Sirri              |
| 22  | Italia (bandiera)  | P     | Victor De Lucia         |
| 23  | Italia (bandiera)  | D     | Mirko Esposito          |
| '24 | Italia (bandiera)  | C     | Fabio Roselli           |
| 24  | Camerun (bandiera) | A     | Franck Cedric           |
| 25  | Belgio (bandiera)  | C     | Kenneth Van Ransbeeck   |
| 26  | Italia (bandiera)  | D     | Marco Imperiale         |
| 28  | Italia (bandiera)  | D     | Domenico Strumbo        |

## Calciomercato

### Sessione estiva(dal 1/7 al 31/8)
| Acquisti | Acquisti              | Acquisti             | Acquisti      |
| R.       | Nome                  | da                   | Modalità      |
| -------- | --------------------- | -------------------- | ------------- |
| P        | Matteo Grandi         | Cesena               | prestito      |
| P        | Daniel Leone          | Latina               | definitivo    |
| P        | Victor De Lucia       | Taranto              | definitivo    |
| D        | Vito Di Bari          | Pistoiese            | definitivo    |
| D        | Roberto Sabato        | Alessandria          | definitivo    |
| D        | Joao Francisco        | São Bernardo         | definitivo    |
| D        | Luca Ricci            | Pistoiese            | fine prestito |
| D        | Giusto Priola         | Pistoiese            | fine prestito |
| D        | Gianluca Di Chiara    | Foggia               | fine prestito |
| D        | Gennaro Mallamaci     | Roccella             | fine prestito |
| D        | Danilo Pasqualoni     | Lupa Roma            | definitivo    |
| D        | Giuseppe Prestia      | Petrolul Ploiești    | definitivo    |
| D        | Mirko Esposito        | Crotone              | prestito      |
| C        | Pietro Baccolo        | Messina              | definitivo    |
| C        | Simone Icardi         | Lupa Castelli Romani | definitivo    |
| C        | Imperio Carcione      | Paganese             | definitivo    |
| C        | Rosario Bucolo        | Padova               | definitivo    |
| C        | Leonardo Longo        | Inter                | definitivo    |
| C        | Kenneth Van Ransbeeck | Benevento            | definitivo    |
| C        | Nicholas Bensaja      | Pescara              | prestito      |
| C        | Fabio Roselli         | Reggina              | definitivo    |
| A        | Manuel Sarao          | Lumezzane            | definitivo    |
| A        | Salvatore Moccia      | Marcianise           | definitivo    |
| A        | Evangelista Cunzi     | Paganese             | definitivo    |
| A        | Diogo Tavares         | Messina              | definitivo    |
| A        | Milan Basrak          | Metalac              | definitivo    |
| A        | Antonio Frustaci      | Mendrisio            | definitivo    |
| A        | Giuseppe Giovinco     | Tuttocuoio           | definitivo    |

| Cessioni | Cessioni           | Cessioni            | Cessioni              |
| R.       | Nome               | a                   | Modalità              |
| -------- | ------------------ | ------------------- | --------------------- |
| P        | Matteo Grandi      | Cesena              | fine prestito         |
| P        | Tommaso Scuffia    | Ancona              | definitivo            |
| D        | Lorenzo Caselli    | Virtus Castelfranco | risoluzione contratto |
| D        | Luca Ricci         | Ancona              | definitivo            |
| D        | Giusto Priola      | Pistoiese           | definitivo            |
| D        | Gianluca Di Chiara | Perugia             | prestito              |
| C        | Domenico Giampà    |                     | svincolato            |
| C        | Rosario Bucolo     | Catania             | risoluzione contratto |
| C        | Agustín Olivera    | Modena              | fine prestito         |
| C        | Sergio Garufi      | Lupa Roma           | definitivo            |
| C        | Cristian Barillari | Crotone             | fine prestito         |
| C        | Leonardo Longo     | Paganese            | prestito              |
| A        | Simone Caruso      | Paganese            | prestito              |
| A        | Marco Firenze      | Crotone             | fine prestito         |
| A        | Giovanni Foresta   | Crotone             | fine prestito         |
| A        | Andrea Razzitti    | Brescia             | fine prestito         |
| A        | Leonardo Mancuso   | Sambenedettese      | definitivo            |

### Sessione invernale(dal 3/1 al 31/1)
| Acquisti | Acquisti          | Acquisti    | Acquisti   |
| R.       | Nome              | da          | Modalità   |
| -------- | ----------------- | ----------- | ---------- |
| P        | Tomas Švedkauskas | Roma        | prestito   |
| D        | Matteo Zanini     | Akragas     | definitivo |
| D        | Alex Sirri        | Arezzo      | definitivo |
| A        | Franck Cedric     | Roma        | prestito   |
| A        | Guido Gomez       | Akragas     | definitivo |
| A        | Marcello Mancosu  | Racing Roma | definitivo |

| Cessioni | Cessioni         | Cessioni  | Cessioni              |
| R.       | Nome             | a         | Modalità              |
| -------- | ---------------- | --------- | --------------------- |
| P        | Diogo Tavares    | Catania   | prestito              |
| D        | Vito di Bari     | Rieti     | rescissione contratto |
| C        | Pietro Baccolo   | Teramo    | definitivo            |
| C        | Salvatore Moccia | Bisceglie | rescissione contratto |

## Risultati

### Lega Pro

#### Girone di andata
| Arbitro: | Ranaldi (Tivoli) |

|  |           |                              |
|  | Marcatori | 50’ 77’ Caccetta 56’ Gambino |

| Arbitro: | Schirru (Nichelino) |

|                |           |  |
| De Angelis 81’ | Marcatori |  |

| Arbitro: | Amabile (Vicenza) |

|                                      |           |  |
| Campagna 32’ Tavares 74’ Di Bari 81’ | Marcatori |  |

| Arbitro: | Fourneau (Roma) |

|                                        |           |  |
| Caturano 59’, 80’ (rig.) Torromino 76’ | Marcatori |  |

| Arbitro: | Mastrodonato (Molfetta) |

|  |           |                        |
|  | Marcatori | 11’ Deli 25’ Reginaldo |

| Arbitro: | Sozza (Seregno) |

|  |           |             |
|  | Marcatori | 51’ Mancini |

| Agrigento 2 ottobre 2016, ore 14:30 CEST 7ª giornata | Akragas          | 0 – 0 referto | Catanzaro | Esseneto (1 560 spett.)\| Arbitro: \| Strippoli (Bari) \| |
| Arbitro:                                             | Strippoli (Bari) |               |           |                                                           |

| Arbitro: | Paterna (Teramo) |

|                                              |           |                |
| Carcione 11’ (rig.) Di Bari 14’ Giovinco 53’ | Marcatori | 74’ Balistreri |

| Arbitro: | Dionisi (L'Aquila) |

|                                               |           |  |
| Negro 45’ Iannini 59’ Sartore 87’ De Rose 90’ | Marcatori |  |

| Arbitro: | Cipriani (Empoli) |

|                          |           |                          |
| Giovinco 7’ Carcione 74’ | Marcatori | 13’ Pompilio 53’ De Vena |

| Arbitro: | Zingarelli (Siena) |

|                        |           |                     |
| Montini 9’ D'Auria 60’ | Marcatori | 2’ Sarao 88’ Basrak |

| Arbitro: | Prontera (Bologna) |

|  |           |                             |
|  | Marcatori | 29’ F. Ripa 54’ Sandomenico |

| Arbitro: | D'Apice (Arezzo) |

|                                            |           |             |
| Biagianti 2’ Mazzarani 45+1’ Di Grazia 70’ | Marcatori | 30’ Tavares |

| Arbitro: | Valiante (Salerno) |

|           |           |  |
| Sarno 48’ | Marcatori |  |

| Arbitro: | Volpi (Arezzo) |

|                     |           |                   |
| Giovinco 71’ (rig.) | Marcatori | 90+2’ Bianchimano |

| Arbitro: | Guarnieri (Empoli) |

|             |           |  |
| Valente 36’ | Marcatori |  |

| Arbitro: | Proietti (Terni) |

|                               |           |  |
| Cunzi 25’ Giovinco 59’ (rig.) | Marcatori |  |

| Caserta 10 dicembre 2016, ore 18:30 18ª giornata | Casertana      | 0 – 0 referto | Catanzaro | Stadio Alberto Pinto (1 000 spett.)\| Arbitro: \| Bertani (Pisa) \| |
| Arbitro:                                         | Bertani (Pisa) |               |           |                                                                     |

| Arbitro: | Maggioni (Lecco) |

|            |           |                |
| Basrak 49’ | Marcatori | 64’ D'Agostino |

#### Girone di ritorno
| Arbitro: | Panarese (Lecce) |

|              |           |            |
| Statella 63’ | Marcatori | 65’ Basrak |

| Catanzaro 29 dicembre 2016, ore 14:30 CET 21ª giornata | Catanzaro         | 0 – 0 referto | Virtus Francavilla | Stadio Nicola Ceravolo (1 682 spett.)\| Arbitro: \| Raciti (Acireale) \| |
| Arbitro:                                               | Raciti (Acireale) |               |                    |                                                                          |

| Arbitro: | Santoro (Messina) |

|               |           |           |
| Tartaglia 60’ | Marcatori | 48’ Sarao |

| Arbitro: | Camplone (Pescara) |

|             |           |                        |
| Prestia 28’ | Marcatori | 23’ Doumbia 30’ Lepore |

| Arbitro: | Meraviglia (Pistoia) |

|             |           |                      |
| Firenze 27’ | Marcatori | 2’ Zanini 80’ Icardi |

| Arbitro: | Pietropaolo (Modena) |

|                           |           |              |
| Anastasi 71’ Da Silva 77’ | Marcatori | 68’ Carcione |

| Arbitro: | Cipriani (Empoli) |

|              |           |  |
| Giovinco 89’ | Marcatori |  |

| Arbitro: | Cudini (Fermo) |

|              |           |  |
| Magnaghi 56’ | Marcatori |  |

| Arbitro: | Zanonato (Vicenza) |

|                                    |           |            |
| Giovinco 35’ 76’ (rig.) Icardi 72’ | Marcatori | 64’ Lanini |

| Arbitro: | Pashuku (Albano Laziale) |

|             |           |  |
| Vicente 90’ | Marcatori |  |

| Arbitro: | Annaloro (Collegno) |

|                     |           |                      |
| Giovinco 27’ (rig.) | Marcatori | 50’ (rig.) Nadarević |

| Arbitro: | Capone (Palermo) |

|                         |           |                      |
| Paponi 1’ Kanoute 90+3’ | Marcatori | 8’ Sarao 42’ Prestia |

| Arbitro: | Paterna (Teramo) |

|                       |           |               |
| Sarao 5’ Giovinco 22’ | Marcatori | 30’ Mazzarani |

| Arbitro: | Pillitteri (Palermo) |

|           |           |                          |
| Maita 83’ | Marcatori | 77’ Di Piazza 81’ Mazzeo |

| Arbitro: | Proietti (Terni) |

|            |           |  |
| Kosnić 62’ | Marcatori |  |

| Arbitro: | Strippoli (Bari) |

|            |           |  |
| Icardi 19’ | Marcatori |  |

| Arbitro: | Fourneau (Roma) |

|               |           |           |
| Sowe 48’, 74’ | Marcatori | 7’ Zanini |

| Arbitro: | Paolini (Ascoli Piceno) |

|                 |           |  |
| Zanini 21’, 24’ | Marcatori |  |

| Arbitro: | Sozza (Seregno) |

|                   |           |           |
| Tiscione 34’, 47’ | Marcatori | 69’ Cunzi |

#### Play-out
| Arbitro: | Piscopo (Imperia) |

|                                     |           |                        |
| Sowe 4’ (aut.) Zanini 63’ Sarao 74’ | Marcatori | 20’ Bubas 58’ L. Viola |

| Arbitro: | Guccini (Albano Laziale) |

|           |           |           |
| Bubas 39’ | Marcatori | 7’ Basrak |

### Coppa Italia Lega Pro

#### Fase eliminatoria a gironi

##### Girone F
| Squadra            | P.ti | G | V | N | P | GF | GS | DR |
| ------------------ | ---- | - | - | - | - | -- | -- | -- |
| Virtus Francavilla | 3    | 2 | 1 | 0 | 1 | 5  | 2  | +3 |
| Catanzaro          | 3    | 2 | 1 | 0 | 1 | 1  | 2  | -1 |
| Monopoli           | 3    | 2 | 1 | 0 | 1 | 3  | 5  | -2 |

| Arbitro: | De Santis (Lecce) |

|                          |           |  |
| Balestrero 65’ Gatto 83’ | Marcatori |  |

| Arbitro: | Amoroso (Paola) |

|             |           |  |
| Baccolo 10’ | Marcatori |  |

## Statistiche

### Statistiche di squadra
| Competizione          | Punti | In casa | In casa | In casa | In casa | In casa | In casa | In trasferta | In trasferta | In trasferta | In trasferta | In trasferta | In trasferta | Totale | Totale | Totale | Totale | Totale | Totale | DR  |
| Competizione          | Punti | G       | V       | N       | P       | Gf      | Gs      | G            | V            | N            | P            | Gf           | Gs           | G      | V      | N      | P      | Gf     | Gs     | DR  |
| --------------------- | ----- | ------- | ------- | ------- | ------- | ------- | ------- | ------------ | ------------ | ------------ | ------------ | ------------ | ------------ | ------ | ------ | ------ | ------ | ------ | ------ | --- |
| Lega Pro              | 38    | 19      | 8       | 5       | 6       | 24      | 20      | 19           | 1            | 6            | 12           | 12           | 29           | 38     | 9      | 11     | 18     | 36     | 49     | -13 |
| Coppa Italia Lega Pro | 3     | 1       | 1       | 0       | 0       | 1       | 0       | 1            | 0            | 0            | 1            | 0            | 2            | 2      | 1      | 0      | 1      | 1      | 2      | -1  |
| Totale                | 41    | 20      | 9       | 5       | 6       | 25      | 20      | 20           | 1            | 6            | 13           | 12           | 31           | 40     | 10     | 11     | 19     | 37     | 51     | -14 |

### Andamento in campionato
| Giornata  | 1  | 2  | 3  | 4  | 5  | 6  | 7  | 8  | 9  | 10 | 11 | 12 | 13 | 14 | 15 | 16 | 17 | 18 | 19 | 20 | 21 | 22 | 23 | 24 | 25 | 26 | 27 | 28 | 29 | 30 | 31 | 32 | 33 | 34 | 35 | 36 | 37 | 38 |
| --------- | -- | -- | -- | -- | -- | -- | -- | -- | -- | -- | -- | -- | -- | -- | -- | -- | -- | -- | -- | -- | -- | -- | -- | -- | -- | -- | -- | -- | -- | -- | -- | -- | -- | -- | -- | -- | -- | -- |
| Luogo     | C  | T  | C  | T  | C  | C  | T  | C  | T  | C  | T  | C  | T  | T  | C  | T  | C  | T  | C  | T  | C  | T  | C  | T  | T  | C  | T  | C  | T  | C  | T  | C  | C  | T  | C  | T  | C  | T  |
| Risultato | P  | P  | V  | P  | P  | P  | N  | V  | P  | N  | N  | P  | P  | P  | N  | P  | V  | P  | N  | N  | N  | N  | P  | V  | P  | V  | P  | V  | P  | N  | N  | V  | P  | P  | V  | P  | V  | P  |
| Posizione | 19 | 19 | 14 | 15 | 18 | 18 | 17 | 16 | 17 | 17 | 17 | 19 | 20 | 20 | 20 | 20 | 20 | 19 | 19 | 19 | 18 | 18 | 18 | 17 | 18 | 16 | 16 | 17 | 16 | 17 | 16 | 16 | 17 | 17 | 17 | 17 | 16 | 18 |

Fonte:  Lega Pro 16/17, su stats.betradar.com, Lega Pro.
Legenda:

Luogo: C = Casa; T = Trasferta. Risultato: V = Vittoria; N = Pareggio; P = Sconfitta.

### Statistiche dei giocatori
I giocatori in corsivo trasferiti a stagione in corso.
| Giocatore        | Lega Pro | Lega Pro | Lega Pro    | Lega Pro   | Coppa Italia Lega Pro | Coppa Italia Lega Pro | Coppa Italia Lega Pro | Coppa Italia Lega Pro | Totale   | Totale | Totale      | Totale     |
| Giocatore        | Presenze | Reti     | Ammonizioni | Espulsioni | Presenze              | Reti                  | Ammonizioni           | Espulsioni            | Presenze | Reti   | Ammonizioni | Espulsioni |
| ---------------- | -------- | -------- | ----------- | ---------- | --------------------- | --------------------- | --------------------- | --------------------- | -------- | ------ | ----------- | ---------- |
| P. Baccolo       | 9        | 0        | 1           | 0          | 2                     | 1                     | 0                     | 0                     | 11       | 1      | 1           | 0          |
| M. Basrak        | 4        | 1        | 1           | 0          | 1                     | 0                     | 0                     | 0                     | 5        | 1      | 1           | 0          |
| N. Bensaja       | 2        | 0        | 0           | 0          | -                     | -                     | -                     | -                     | 2        | 0      | 0           | 0          |
| L. Campagna      | 8        | 1        | 1           | 0          | 1                     | 0                     | 0                     | 0                     | 9        | 1      | 1           | 0          |
| I. Carcione      | 7        | 2        | 1           | 0          | 1                     | 0                     | 2                     | 1                     | 8        | 2      | 3           | 1          |
| S. Caruso        | -        | -        | -           | -          | 1                     | 0                     | 0                     | 0                     | 1        | 0      | 0           | 0          |
| E. Cunzi         | 12       | 0        | 5           | 0          | 2                     | 0                     | 0                     | 0                     | 14       | 0      | 5           | 0          |
| V. De Lucia      | -        | -        | -           | -          | -                     | -                     | -                     | -                     | -        | -      | -           | -          |
| V. Di Bari       | 13       | 2        | 5           | 1          | 2                     | 0                     | 0                     | 0                     | 15       | 2      | 5           | 1          |
| M. Esposito      | 13       | 0        | 0           | 0          | 2                     | 0                     | 1                     | 0                     | 15       | 0      | 1           | 0          |
| J. Francisco     | 3        | 0        | 0           | 0          | 1                     | 0                     | 0                     | 0                     | 4        | 0      | 0           | 0          |
| S. Garufi        | -        | -        | -           | -          | 2                     | 0                     | 0                     | 0                     | 2        | 0      | 0           | 0          |
| G. Giovinco      | 12       | 2        | 5           | 0          | 2                     | 0                     | 0                     | 0                     | 14       | 2      | 5           | 0          |
| M. Grandi        | 13       | -24      | 0           | 0          | 2                     | -2                    | 0                     | 0                     | 15       | -26    | 0           | 0          |
| S. Icardi        | 6        | 0        | 0           | 0          | 2                     | 0                     | 0                     | 0                     | 8        | 0      | 0           | 0          |
| D. Leone         | -        | -        | -           | -          | -                     | -                     | -                     | -                     | -        | -      | -           | -          |
| M. Maita         | 4        | 0        | 0           | 0          | -                     | -                     | -                     | -                     | 4        | 0      | 0           | 0          |
| S. Moccia        | 1        | 0        | 0           | 0          | -                     | -                     | -                     | -                     | 1        | 0      | 0           | 0          |
| C. Pagano        | -        | -        | -           | -          | 2                     | 0                     | 0                     | 0                     | 2        | 0      | 0           | 0          |
| D. Pasqualoni    | 8        | 0        | 2           | 1          | -                     | -                     | -                     | -                     | 8        | 0      | 2           | 1          |
| M. Patti         | 11       | 0        | 4           | 0          | 1                     | 0                     | 1                     | 0                     | 12       | 0      | 5           | 0          |
| G. Prestia       | 12       | 0        | 4           | 2          | 1                     | 0                     | 0                     | 0                     | 13       | 0      | 4           | 2          |
| F. Roselli       | 9        | 0        | 3           | 1          | -                     | -                     | -                     | -                     | 9        | 0      | 3           | 1          |
| R. Sabato        | 7        | 0        | 0           | 0          | 2                     | 0                     | 1                     | 0                     | 9        | 0      | 1           | 0          |
| M. Sarao         | 9        | 1        | 0           | 0          | -                     | -                     | -                     | -                     | 9        | 1      | 0           | 0          |
| D. Tavares       | 10       | 2        | 3           | 0          | 1                     | 0                     | 0                     | 0                     | 11       | 2      | 3           | 0          |
| K. Van Ransbeeck | 8        | 0        | 0           | 0          | -                     | -                     | -                     | -                     | 8        | 0      | 0           | 0          |

## Giovanili

### Organigramma
Dal sito ufficiale della società
Berretti
- Allenatore: Giovanni Paschetta[74]
- Preparatore Atletico: Giuseppe Talotta
- Preparatore Portieri: Francesco Parrotta
- Dirigente Accompagnatore: Salvatore Ferreri

Allievi Under 17
- Allenatore: Salvatore Accursi
- Preparatore Atletico: Alessandro Cittadino
- Preparatore Portieri: Antonino Aiello
- Dirigente Accompagnatore: Maurizio Avellone
- Collaboratore: Bruno Maiolo

Area tecnica
- Responsabile Settore Giovanile: Carmelo Moro
- Responsabile Area Logistica - Organizzativa: Nicola Canino
- Responsabile Segreteria Sportiva: Rosario Bernardo Procopio
- Responsabile Ufficio Stampa: Antonio Capria, Vittorio Ranieri
- Responsabile Area Medica: Dr. Massimo Iera
- Staff Medico: Dr. Filippo Marino, Dr. Antonio Milano, Dr. Domenico Zucco
- Fisioterapista: Cesare Romagnino

Giovanissimi Nazionali
- Allenatore: Fabio Putrone
- Preparatore Atletico: Manuel Gallelli
- Preparatore Portieri: Amedeo Amelio
- Dirigente Accompagnatore: Egidio Silipo

Giovanissimi Regionali
- Allenatore: Giuseppe Teti
- Collaboratore Tecnico: Nicola Ranieri
- Preparatore Portieri: Giuseppe Caglioti
- Dirigente Accompagnatore: Alessandro Dominicani